# Giubiana

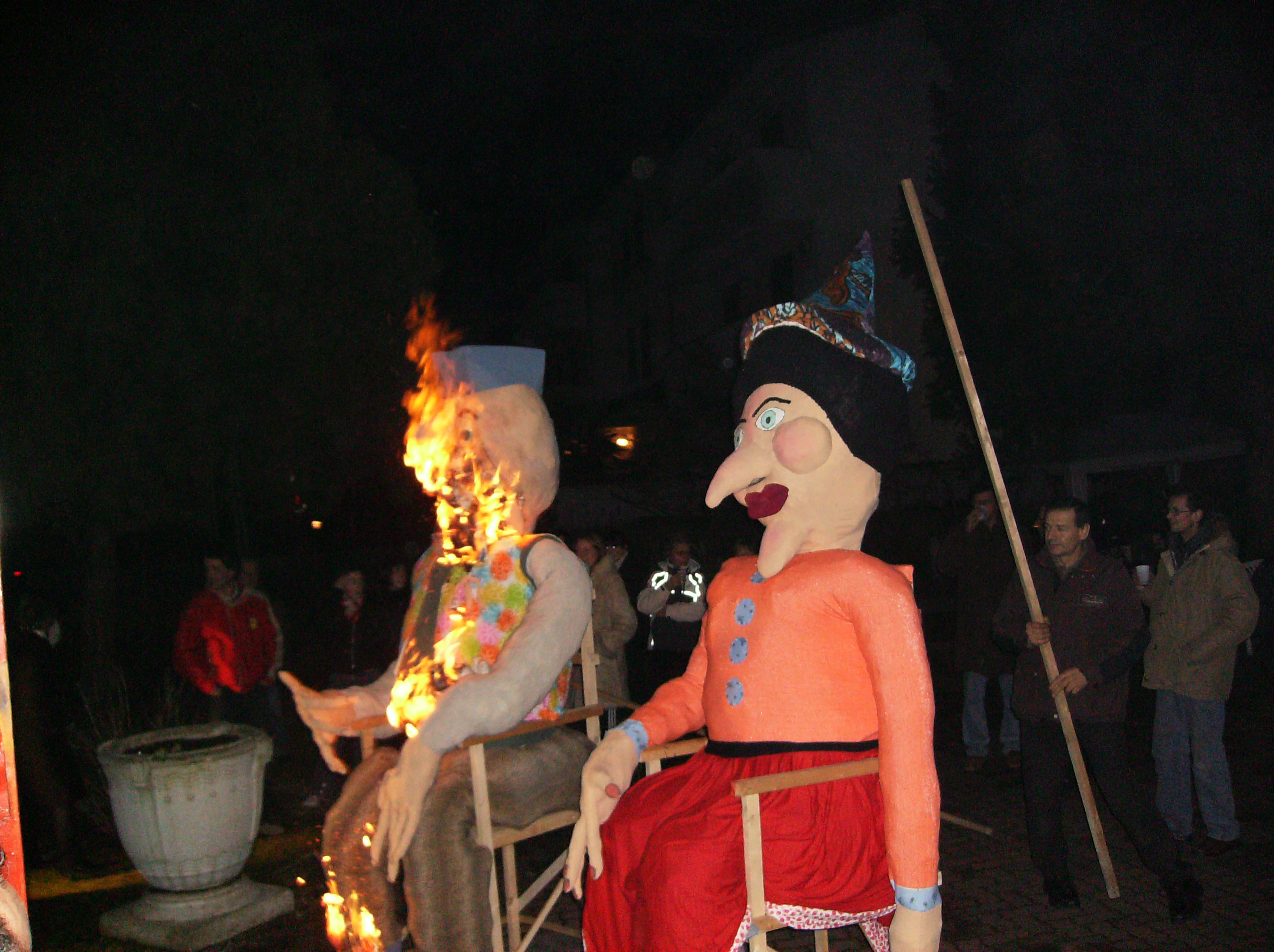
Due fantocci a Busto Arsizio nel 2008

La Giubiana o Festa della Giöbia è una festa tradizionale molto popolare nell'Italia settentrionale, in particolare in Piemonte e in Lombardia (Brianza, Alto Milanese, Varesotto e Comasco). L'ultimo giovedì del mese di gennaio vengono accesi dei grandi falò (o roghi) nelle piazze e bruciata la Giubiana, un grande fantoccio di paglia vestito di stracci. Il rogo assume valori diversi a seconda della località in cui ci si trova, mantenendo sempre uno stretto legame con le tradizioni popolari del luogo.

## Il nome
Il nome muta a seconda delle località:
- Giòbia e Giobiassa in Piemonte
- Gibiana nella bassa Brianza
- Giobbiana
- Giobiana
- Giöbia a Gallarate, Busto Arsizio, Arsago Seprio e altri comuni della provincia di Varese
- Giubbiana
- Giœbia a Casorate Sempione (VA)
- Giubiana/Giübiana/Gibiana nell'alta Brianza e nella provincia di Como[1]
- Genè a Rovello Porro (CO)
- Giünee a Plesio (CO)
- Ginee a Mandello del Lario (LC)
- Giner nella Valsassina
- Zobia a Fiorenzuola d'Arda (PC)
- Zobiana.

In varie lingue gallo-italiche, tra cui piemontese, lombardo ed emiliano, Giòbia, ed altre parole che ne condividono l'etimo, significa "giovedì".

## Storia
La tradizione della Giubiana ha un'origine molto antica. Fin dalle epoche più antiche, nel mondo agricolo, l'anno era scandito da ricorrenze periodiche, che accompagnavano i ritmi delle stagioni e che in qualche modo permettevano di sentirsi partecipi dei cicli della natura. Attraverso feste e ricorrenze, erano quindi rivissuti simbolicamente i cicli della natura, in particolare il passaggio tra le stagioni morte e quelle del risveglio primaverile. Nel periodo più freddo dell'anno, a fine gennaio, era usanza bruciare simbolicamente il vecchio anno, per augurarsi che l'anno nuovo fosse più propizio e ricco di nuovi raccolti e di molti frutti.
I gesti simbolici sono così importanti per comunicare un messaggio che la religione cristiana, nella sua liturgia ha integrato molti elementi pagani.
Il nome stesso della festa del resto sembra fare riferimento ad antichissimi rituali propiziatori, molto più antichi del diffondersi del cristianesimo. Il nome «Giubiana» sembra infatti collegato al dio romano Giove: dal nume romano viene infatti l'aggettivo «joviana» (e quindi la nostra "Giubiana" in molti territori della Lombardia), oppure "Jovia" (divenuta "Giobia", in altre parti della Lombardia e nei territori del Piemonte). Altre possibili figure di riferimento sono Giunone, Giano, e Diana.
Con l'avvento della religione cristiana, i riferimenti agli dei pagani sono stati messi in disparte, ma il nome originale di Giubiana si è conservato nel tempo. 
Nei secoli medievali la narrazione popolare ha creato svariate leggende e numerosissimi racconti popolari, nelle quali Giubiana è così diventata una figura femminile che allude alla grande Madre, a volte una vecchina, altre volte una strega, variante della befana, da scacciare simbolicamente insieme ai rigori dell'inverno.
L'elemento più caratterizzante della festa è rimasto il grande falò, che ancor oggi è percepito da tutti come un simbolo di rinnovamento e di ripartenza del nuovo anno.
La storia di questo personaggio ha diverse varianti, a seconda dell'area geografica.

### Leggenda
Secondo il racconto popolare, la Giubiana era una vecchia strega, magra, con le gambe molto lunghe e le calze rosse. Viveva nei boschi e grazie alle sue lunghe gambe, non metteva mai piede a terra, ma si spostava di albero in albero. Così osservava tutti quelli che entravano nel bosco e li faceva spaventare, soprattutto i bambini. L'ultimo giovedì di gennaio, era solita andare alla ricerca di qualche bambino da mangiare. Una mamma, per proteggere il suo bambino, decise di tenderle una trappola. Preparò una gran pentola piena di risotto giallo (zafferano) con la luganega (salsiccia), e lo mise sul davanzale della finestra. Il profumo era delizioso, da far venire l'acquolina in bocca. La Giubiana sentì il buon odore e saltellò fuori dal bosco verso la pentola, e cominciò a mangiare, un po' alla volta, tutto il contenuto dell'enorme pentolone di squisito risotto. Il risotto era veramente tanto, eppure era così buono, che la famelica Giubiana non si accorse del tempo che passava. Non si accorse che il sole, che uccide le streghe, stava ormai per sorgere. Quando la Giubiana finì tutto il risotto, il primo raggio di sole era ormai spuntato: la Giubiana fu così polverizzata dalla luce del sole, e da quel giorno tutti i bambini furono salvi. Fu così che per ricordare quella vicenda a fine gennaio si prepara il risotto con la luganega e si brucia il fantoccio con le sembianze della vecchia strega.
Una versione un po' più orrida, dice che una mamma prese una bambola e la riempì di coltelli e forbici, poi la mise nel letto, al posto della figlia.
A mezzanotte si sentono i passi della Giubiana. La bimba spaventatissima, si stringe vicino alla mamma, mentre si sente la Giubiana salire i gradini ed entrare nella stanza.
La Giubiana è feroce e in un attimo ingoia la bambola, pensando di mangiare la bambina.
Si sente un urlo, la mamma va nella stanza della bimba e trova il corpo della Giubiana a brandelli, per via dei coltelli e delle forbici.

### La Giöbia nell'Alto Milanese

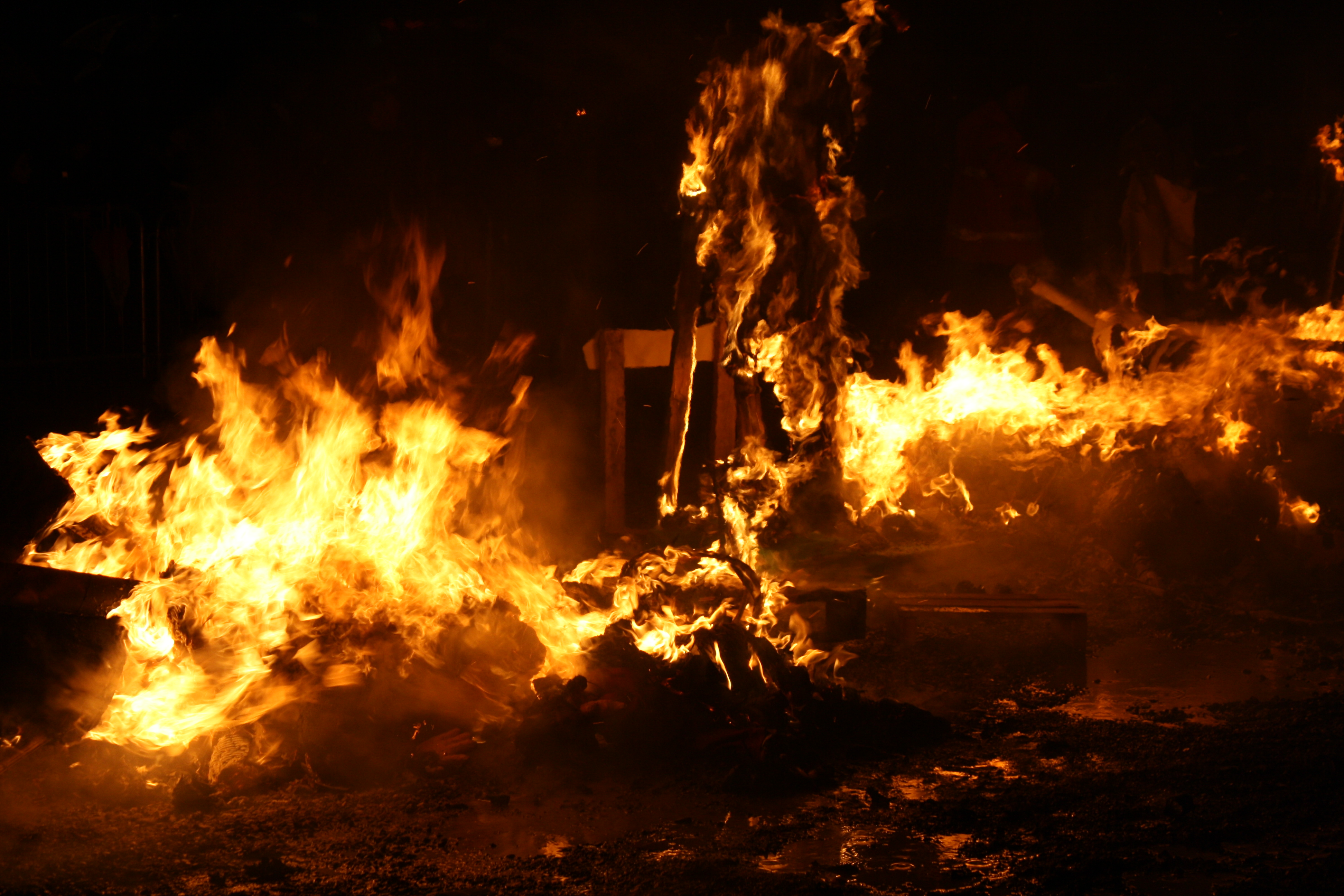
La Giöbia del 2014 della Famiglia Bustocca a Busto Arsizio

La Festa della Giöbia è una festa di antica tradizione di origine precristiana che ancora permane nell'Alto Milanese. In età medioevale alla Giobia è stata associata la sembianza umana, spesso quella di una vecchia o di una strega. Ricorrendo la festa alla fine di gennaio, ancora oggi viene celebrata in molti comuni con il rogo di un pupazzo simboleggiante una donna anziana per esorcizzare le forze negative dell'inverno e propiziare l'avvento della primavera.
La Giöbia è particolarmente sentita nelle città di Busto Arsizio, Gallarate e dintorni. L'ultimo giovedì di gennaio a Busto Arsizio decine di fantocci raffiguranti una donna vecchia e di brutto aspetto preparati da diverse associazioni, scuole e parrocchie, vengono esposti in piazza Santa Maria, nel cuore della città, per tutta la giornata, per poi essere bruciati la sera. In piazza San Giovanni Battista, inoltre, viene servito il tradizionale risotu cunt' a lüganiga (risotto allo zafferano con salsiccia). Molte scuole d'infanzia e primarie locali, inoltre, organizzano propri falò per i loro studenti.
A Gallarate, la Giöbia viene bruciata ogni anno in un diverso quartiere della città, anche qui accompagnata da risott e luganega (piatto tipico e maschere ufficiali della città).
A Fagnano Olona si organizza il "falò della gioeubia", in collaborazione con l'associazione Volontari Contrada dei Calimali e la pro loco. La cultura contadina imponeva di mangiare nel giorno della Giobia almeno un piatto di lenticchie con cotechino, per tradizione questo avrebbe allontanato i disagi degli insetti (moschini e zanzare) nella stagione estiva durante il lavoro nei campi.

### Brüsa la Giöbiaad Arsago Seprio

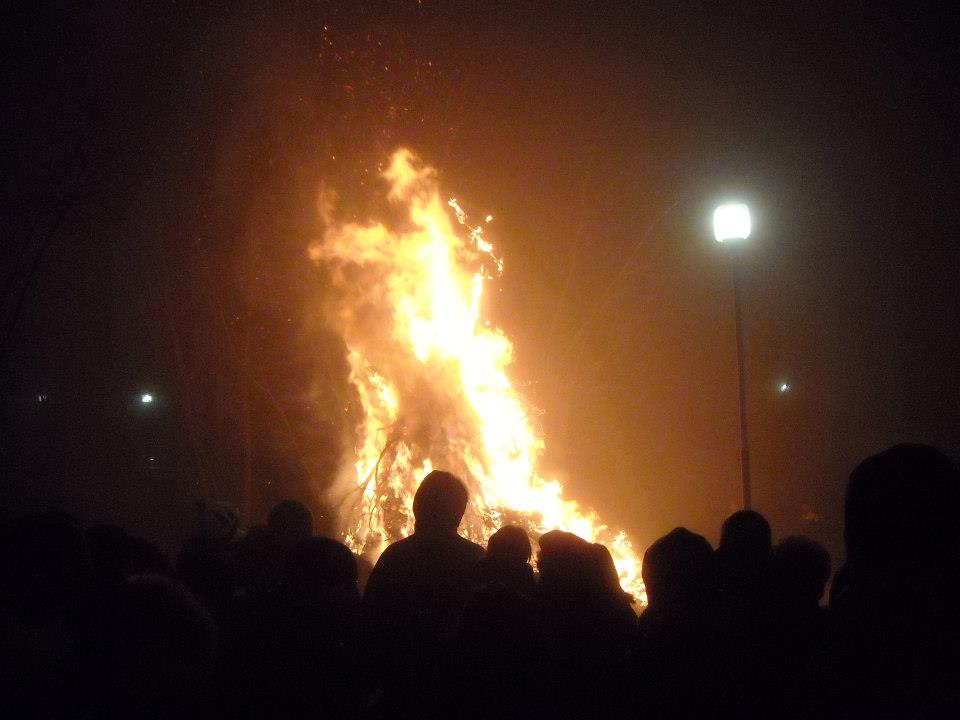
Brüsa la Giöbia ad Arsago Seprio

Anche ad Arsago Seprio, come in tante altre terre tra Piemonte e Lombardia, si erige il grande falò con in cima un fantoccio dalle sembianze femminili, la cosiddetta Vegia. È la Giöbia e dal 2016 il momento di festa avrà un carattere particolare: il fuoco per accendere il falò sarà portato da un Druido, un sacerdote celtico, con una cerimonia particolare in un luogo simbolo del paese, la palude.
Ad Arsago Seprio, paese che detiene traccia di tutti i più importanti periodi storici antichi, è sentito particolarmente questo momento che dal 2016 è reso ancora più suggestivo. Infatti è legato alle sue origini celtiche nonché alla Festa di Imbolc che tante analogie ha con l'attuale Festa della Giöbia. L'intento quindi non è solo quello di far festa ma anche di spiegare e far capire agli abitanti il significato culturale di questa tradizione.
La manifestazione è organizzata da Comune e Proloco in collaborazione con Amici della Bozza di Rugn, CAI, Gruppo Alpini, Gruppi di Cammino, Volontari antincendio del Parco Ticino e Corpo musicale.

### LaGibianain riva al Lambro
Sul Lambro, l'ultimo giovedì di gennaio, arriva la Gibiana, si fa un gran falò con il suo fantoccio per bruciare tutte le negatività dell'inverno e ci si prepara alla nuova stagione gustando il risotto alla monzese. La festa pare abbia origini antichissime, addirittura celtiche.

### LaGiubianaa Cantù

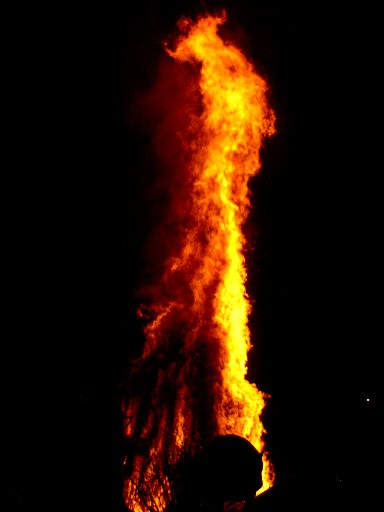
Il rogo della Giubiana di Cantù del 2007

A Cantù a essere simbolicamente immolata su una pira di legno posta nel centro di piazza Garibaldi, nel centro cittadino, è una giovane bellissima che secondo la tradizione rappresenta una castellana che ebbe l'ardire di tradire la città in un lontano passato, forse nella guerra tra milanesi e comaschi del XII secolo. Cantù, alleata a Milano contro la città lariana, subì infatti una dura sconfitta ma la guerra fu infine vinta dai milanesi che conquistarono Como decretando così, secondo questa interpretazione della leggenda, anche la condanna al rogo della giovane. Una tremenda sentenza che viene simbolicamente ricordata ogni anno nella serata dell'ultimo giovedì di gennaio.
Non a caso prima del rogo a Cantù si organizza un corteo con costumi storici: su un carro trascinato a mano e scortato da armigeri, frati e un boia viene caricata la Giubiana, ossia un manichino di donna esposto giorni prima in un locale di via Dante, a due passi da piazza Garibaldi, a un ipotetico pubblico ludibrio. Durante il corteo, che raggiunge poi il municipio e quindi la piazza centrale per il rogo, viene anche data lettura della condanna. Si tratterebbe comunque di una leggenda visto che non esistono fonti che leghino alla verità storica questi fatti.
Nel 1998 la Biblioteca comunale di Mariano Comense distribuì nelle scuole elementari della zona del canturino un opuscolo contenente un'ipotetica storia della Giubiana. Il libretto, fuori commercio, è il frutto di un'abile collaborazione tra Giancarlo Montorfano, Ariel Macchi e l'illustratore Filippo Brunello: il piccolo opuscolo riscontra un successo imprevisto alla vigilia non solo tra i bambini ma anche tra quelli più grandi non solo per la suggestiva narrazione ma anche per i riscontri storici che sono contenuti in essa.
La storia racconta che la notte di un giovedì di gennaio di settecento anni fa bussò a uno degli ingressi del borgo di Canturio una bellissima donna. Padre Lorenzo, scambiando la giovane ragazza con la Madonna, aprì inconsciamente la porta della città.
Il frate rimase esterrefatto dai suoi occhi, mentre la giovane lo ipnotizza fissandolo nelle pupille. Lei gli ordinò: "Dammi le chiavi della città". Conquistate le chiavi, la donna poté così aprire i pesanti battenti della porta ai Visconti che si insediarono immobilizzando le guardie nelle varie torri.
I milanesi si erano anche impadroniti della vicina Marliano (l'odierna Mariano Comense) e i Grassi, signori di Canturio, erano stati spodestati e cacciati.
Della giovane non si sentì più parlare dalla fine di gennaio di tanto tempo fa. Ancora oggi ci si chiede chi fosse questa bella ragazza, se una guerriera come Bradamante o una creatura demoniaca.
Un'usanza cominciò però a diffondersi l'ultimo giovedì di gennaio: bruciare insieme alle stoppie del granoturco un fantoccio di pezza, colorato, con le fattezze di una donna. Una volta l'anno gli abitanti di molti paesi della Brianza si divertono a danzare urlanti attorno a un enorme falò. Scacciano i ricordi di un passato sfortunato e si augurano un futuro più felice.

### LaGiubianaa Canzo
La Giubiana è una tradizione brianzola e piemontese consistente nel mettere al rogo il pupazzo di una vecchia che rappresenta i mali dell'inverno e dell'anno trascorso. La festa si svolge l'ultimo giovedì di gennaio. Al rogo segue una cena di risotto con salsiccia (lügànega), e vin brulé.
A Canzo la celebrazione è particolarmente articolata, essendo presenti il processo in canzese con la sentenza dei Regiuu, ovvero gli anziani autorevoli del paese, e altri personaggi simbolici e tradizionali, quali la fata acquatica Anguana (proveniente dal Cèpp da l'Angua), l'Òmm Selvadech (cioè "uomo selvatico", personaggio della mitologia alpina), l'Urzu ("orso", che esce dalla tana alla Cròta dal Bavèsc, simbolo della forza istintiva che deve essere domata) e il Casciadùr ("cacciatore", che doma e fa ballare l'orso), il Bòja ("boia" che rappresenta la condanna del male), i Cilòstar (cioè "coloro che reggono i candelabri", incappucciati, che simboleggiano la luce che vince il Male), i Bun e i Gramm ("buoni e maligni", bambini vestiti di bianco e di nero, tinti in volto, che con il suono delle campanelle e con il rumore delle latte invitano le forze del bene e scacciano il maligno), l'Aucatt di caus pèrs (l'avvocato delle cause perse, quello venuto dal foro di Milano per difendere la Giubiana), il Barbanégra (l'indovino), gli Scarenèj (i rappresentanti della vicina campagna di Scarenna, legata storicamente con i contadini canzesi), le Strij picitt (le streghe che fanno paura ai bambini), la Cumàr da la Cuntrada (che legge il testamento della Giubiana), il Diaul (diavolo che canta l'ode alla Giubiana), i Pumpiér (i pompieri in bicicletta, in costume storico e con la pompa dell'Ottocento), il Pastùr (il rappresentante in maschera del mestiere pastorizio), i Buschiröö (la maschera del boscaiolo), il Carètt di paisàn ("carretto dei contadini"), il Traìn (lo "slittone" con le fascine), e altri ancora, che percorrono in processione parte del centro storico. La festa è arricchita da vestiti tradizionali e da suggestivi addobbi, tra cui la gamba russa (cioè "rossa") e i paramenti a lutto, com'è anche la musica dei tamburi e dei baghèt.

### LaGioebiaa Casorate Sempione
A Casorate Sempione, dopo aver bruciato la strega d'inverno (la Giœbia), le donne si riunivano e festeggiavano La giœbia di dónn (festa delle donne).
La puscena di donn, letteralmente dopo cena delle donne (dal lat. post cenam), era un ritrovo serale in versione rosa in cui le donne dei cortili si radunavano, assenti mariti, figli e padri, una volta l'anno, per raccontarsi storie, cantando, ballando, mangiando e perché no? Bevendo anche un buon bicchiere di vino magari di produzione Casoratese che sarà sicuramente stato "ul pisarèla" o "stràscia pàta", prodotto con le uve di Casorate che dava un vino di pochi gradi. Una tradizione locale che si era persa per strada, ma che negli ultimi anni è ritornata in auge. L'atmosfera è di forte sacralità e festosità, grazie al simbolismo, di origine celtica e cristiana, presente in tutta la manifestazione.
L'ultimo giovedì del mese di gennaio (di un tempo che fu) le donne si ritrovano per festeggiare fra di loro la “gœbia. Si racconta che una volta, gli uomini, (esclusi dalla festa) giocarono uno scherzo alle donne mentre stavano festeggiando con frittelle e vino dolce, calando una gamba dall'arbüşèll facendola dondolare per aria intonando una tiritera con voce cupa e roca. Le donne tutte spaventate scapparono via, abbandonando tutto quel ben di Dio che gli uomini fecero loro. Ecco di seguito la tiritera.
ghi giald ‘i œcc, i da murì,

se vurì mia, che Dìu la manda,

guardé  ' in aria ca dúnda la gamba
Donne, donne, andate a dormire,

avete gialli gli occhi dovete morire,

se non volete che Dio vi faccia morire,

guardate in alto che dondola la gamba»
(Piero Rodoni, Filastrocche e tiritere)

### LaZobiaa Fiorenzuola d'Arda
Anche a Fiorenzuola d'Arda, in provincia di Piacenza, la Zobia rappresenta la maschera di una strega o di una vecchia che viene data alle fiamme. Il personaggio, al quale si appicca il fuoco in occasione del Carnevale, è impietoso nei confronti di ladri e malfattori, ruba lei stessa e semina discordia nelle trattative d'affari. Tuttavia, solo in questo centro, la strega in passato alludeva alla figura del commerciante ebreo, in particolare di stoffe. L'origine di questo riferimento resta sconosciuta, ma è sicuramente correlata alla presenza ebraica in paese e nella Bassa piacentina. Con il tempo la parodia degli ebrei è scomparsa.

## Comuni in cui la Giubiana è festeggiata
- Abbadia Lariana (LC) -  Gineé (31 gennaio)
- Albate (frazione di Como) - Festa della Giubiana (si tiene di sabato)
- Albavilla (CO) - Festa della Giubiana
- Alserio (CO) - Festa della Giubiana
- Alzate Brianza (CO) - Festa della Giubiana
- Annone di Brianza (LC) - Bruciamo la Giubiana (ultimo giovedì di gennaio)
- Anzano del Parco (CO) - Festa della Giubiana (ultimo venerdì di gennaio)
- Ardesio (BG) - La Scasada del Zenerù (31 gennaio)
- Arosio (CO)
- Arsago Seprio (VA) - Gran falò della Giöbia (ultimo giovedì di gennaio)
- Ballabio (LC) - Fou Gineer e scià febreer (31 gennaio)
- Barzago (LC) - Se brüse la Gibiana, con corteo di diavoli e streghe, processo in piazza in dialetto barzaghese, grande falò, risott cun la luganega e vin brulé
- Barni (CO) - Festa della Giubiana
- Besana Brianza (MB) - Festa della Giubiana
- Biassono (MB)
- Bosisio Parini (LC) - Festa della Giubiana
- Bovisio Masciago (MB) - Dem feuc a la giübiana, si mangia risott count la lüganega e si beve vin brulé
- Bregnano (CO) - Festa della Giubiana
- Brenna (CO) - Festa della Giubiana
- Briosco (MB) - Falò della Giubiana (ultimo giovedì di gennaio)
- Bulciago (LC) - Bruciamo insieme la Giubiana
- Busto Arsizio (VA) - Festa della Giöbia (ultimo giovedì di gennaio)
- Cabiate (CO) - Giubiana
- Cadorago (CO) - Rogo della Giubiana
- Cantù (CO) - Festa della Giubiana (ultimo giovedì di gennaio)
- Canzo (CO) - Giubiana da Canz, con corteo allegorico e processo in canzese (ultimo giovedì di gennaio)
- Cardano al Campo (VA) - Giobbia (ultimo giovedì di gennaio)
- Carimate (CO) "Rogo della Giubiana" (ultimo giovedì di gennaio)
- Carnago (VA) - Gioebia o Gioeubia
- Caronno Varesino (VA) - Brüsa la Giöbia
- Carugo (CO) - Giubiana carughese
- Cairate (VA) - Gioeubia
- Casatenovo (LC) - Festa della Gibiana
- Casorate Sempione (VA) - A brüşà la giœbia
- Cassano Magnago (VA)
- Cassago Brianza (LC) - Ul foec de la Gibiana
- Castellanza (VA) - Festa della Gioeubia (ultimo giovedì di gennaio)
- Castelmarte (CO) - Rogo della Giubiana
- Castelseprio (VA) - Gran falò della Giöbia
- Castiglione Olona (VA)
- Cavaria con Premezzo (VA) - presso il plesso scolastico di via Enrico Fermi
- Ceriano Laghetto (MB) - la tradizione contadina vuole che venga bruciato anche il marito della Giöbia, il Genée (Gennaio)
- Cermenate (CO)
- Civate (LC) - Il rogo della Gibiana
- Cogliate (MB)
- Copreno (frazione di Lentate sul Seveso) (MB) - Rogo della Giubiana
- Costa Masnaga (LC) - Festa della Giubiana presso l'oratorio e il parco di Brenno
- Cucciago (CO) - Rogo della Giubiana
- Cremella (LC) - Festa della Giubiana
- Cremnago (CO) - "Festa della Giubiana"
- Crevenna (frazione di Erba) (CO) - Festa della Giubiana
- Dolzago (LC) - La Gibiana
- Ello (LC) - La Gibiana
- Esino Lario (LC) - La Bjibjerè
- Fagnano Olona (VA) - Festa della Gioeubia
- Ferno (VA) - Brusa la Zobia
- Figino Serenza (CO) - Rogo della Giubiana
- Fiorenzuola d'Arda (PC) - Festa della Zobia - Brüsa la vecia
- Galbiate (LC)
- Gallarate (VA) - Festa della Giobia o Giubiana
- Garbagnate Milanese (MI)
- Giussano (MB)
- Gorla Maggiore (VA)
- Gorla Minore (VA)
- Guanzate (CO)
- Inverigo (CO) - anche nelle frazioni
- Inveruno (MI) - Tradizionale corteo serale e rogo, con fagioli con l'occhio e luganiga
- Lambrugo (CO) - Partenza dal piazzale del comune e corteo fino alla baita degli Alpini dove viene acceso il rogo. (ultimo giovedì di gennaio)
- Lazzate (MB) - “Rogo della Giubiana”
- Lesmo (MI) - Rogo della Giubiana
- Lierna (LC) - Gineé (31 gennaio)
- Lomazzo (CO) - Rogo della Giubiana, tradizionale falò con la distribuzione del risotto con la luganiga
- Lonate Pozzolo (VA)
- Lurago Marinone (CO)
- Lurago d'Erba (CO) - Festa della Giubiana (si tiene di sabato)
- Macherio (MI) -
- Magnago (MI) -
- Mandello del Lario (LC) - Ginee (31 gennaio)
- Mariano Comense (CO) - (ultimo giovedì di gennaio)
- Marnate (VA) (in passato)[7]
- Merate (LC) - Si brucia la Giubiana
- Merone (CO) - Brucia la Giubiana -
- Monguzzo (CO) - Festa della Giubiana con falò, risotto con la luganega e vin brulé
- Montesordo (frazione di Cermenate) (CO) - Falò della Giubiana
- Misinto (MB) - Falò della Giubiana
- Montesolaro (frazione di Carimate) (CO) - Rogo della Giubiana
- Montevecchia (LC) - Falò della Gibiana - Cascina Butto
- Nibionno (LC) - Rogo della Giubiana
- Oggiona con Santo Stefano (VA)
- Oggiono (LC) -  Brucia, Brucia la Gibiana
- Olgiate Olona (VA)
- Olginate (LC) -  Brusa Ginée
- Origgio (VA)
- Orsenigo (CO) -"La Giubiana Orsenighese"
- Pasturo (LC) - Tira fò Gener (31 gennaio)
- Plesio (CO) - El Giünee (31 gennaio)
- Premana (LC) - Cascià uie ginèērr (31 gennaio)
- Rescaldina (MI)
- Rogeno (LC) - sfilata per il paese con la Giubiana
- Rovellasca (CO)
- Rovello Porro (CO) - Ul Gené (31 gennaio)
- Sant'Antonino Ticino (VA)
- Samarate (VA)
- Saronno (VA)
- Seregno (MB) - La vera Giubiana al Fuin e risotto in compagnia
- Seveso (MB) (ultimo giovedì di gennaio)
- Sirone (LC)
- Sirtori (LC) - Ul falò de la Giubiana, rappresentazione dialettale, falò, risotto con luganega e vin brulé (ultimo giovedì di gennaio)
- Solbiate Olona (VA) - Presso il parco Festa in Via S.Vito -
- Somma Lombardo (VA) - Falò della Gioebia, cotechino e lenticchie, vin brulé
- Tavernerio (CO) - Il rogo della Giubiana
- Tradate (VA) - La Giöbia
- Triuggio (MB) - Rogo della Giubiana
- Turbigo (MI) - Falò della Giöebia, con vin brulé e dolci
- Uboldo (VA)
- Valera (frazione di Varedo) (MB) - Rogo della Giubiana
- Varallo (VC)
- Varenna (LC) - La Giubiera (ultimo giovedì di gennaio)
- Varese -  Festa de la Giöbia[8]
- Vedano Olona (VA)
- Verano Brianza (MB) - Rogo della Giubiana, arringa e processo, risotto con luganega e vin brulè
- Veduggio con Colzano (MB) - Falò della Giubiana
- Vertemate con Minoprio (CO)
- Viganò (LC)